# Orthogonioptilum diabolicum
Orthogonioptilum diabolicum är en fjärilsart som beskrevs av Pierre Claude Rougeot 1971. Orthogonioptilum diabolicum ingår i släktet Orthogonioptilum och familjen påfågelsspinnare. Inga underarter finns listade i Catalogue of Life.